# Bjännsjön (ort)
Bjännsjön är en småort i Umeå kommun, Västerbottens län. Orten är belägen vid Bjännsjöns södra strand drygt en mil väster om Umeå. Fram till slutet av 1990-talet användes den äldre benämningen av byn, Bjensjö, som är en sammansättning av orden björn och sjö = Björnsjö.